# 芭比之森林公主
《芭比之森林公主》（英語：Barbie as the Island Princess）是环球影业於2007年9月18日發售的錄影帶首映動畫作品。該作為芭比動畫系列的第11部電影，繼《芭比之真假公主》之後的又一部音樂劇電影，共收錄9首原創新歌。本作的主人公是由芭比扮演的森林公主—露露。
台灣於2007年11月22日以DVD的形式由得利影視股份有限公司代理发行，2014年11月14日由傳訊時代多媒體股份有限公司再版发行。香港於2007年11月23日由洲立影視有限公司代理發行。中国大陆由中国录音录像出版总社出版、中录华纳家庭娱乐有限公司发行DVD和VCD，之后DVD由新汇集团上海声像出版社有限公司再版发行。

## 劇情
由于一场海难使一位小女孩漂流到一座美麗的小島上，她不僅與親人失去了聯繫，而且還遺忘了自己的名字，她只記得自己的小名叫露露。她與島上的動物居民小熊貓薩奇、孔雀阿蘇與大象寶寶迪吉一起相依為命，共同生活、成長，以為島上的動物就是她的家人。
在一個風和日麗的早晨，愛好周遊世界的王子安東尼奧與他的同伴一起航海來到了露露所在的島上，并對露露一見傾心。王子邀請露露去他的皇宮，讓她去看看島外的世界，可三個動物朋友從來都沒有離開過小島，捨不得讓露露離開它們。可是這是露露唯一能去外面的世界尋找親人的機會，於是動物朋友們下定決心跟隨露露一同來到王子的皇宮。可令露露沒想到的是國王已經為王子安排了美麗溫柔，又有教養的露斯安娜公主作未婚妻。同時，露斯安娜公主的母親艾莲娜皇后是個充滿野心，滿腦子只想利用女兒的婚姻支配這個國家的女人，她屢次刁難露露，并識圖趕走她。艾莲娜皇后說服國王盡快讓她的女兒和王子舉行婚禮，還命令三隻老鼠在全城散播瘟疫，並把此事嫁禍給露露，說露露從島上帶來了瘟疫，讓國王趕走她。露露做出了解藥拯救了動物同伴，國王卻命令守衛將露露遣送回島上。露露在船上打算返回皇宮拯救他們，可掌托的守衛卻用船帆將露露和動物夥伴們一起打落到海里。露露在海面上掙扎，她回忆起了过去，并想起了自己的名字，她叫蘿絲拉。她和夥伴在海豚的幫助下返回皇宮，揭發在婚禮蛋糕里下藥的艾莲娜皇后，藉由此事她找到了失散已久的母亲玛丽沙皇后，并接受了安東尼奧王子的求婚。

## 配音員
| 角色                             | 英語原聲                                  | 國語配音 | 國語配音 | 國語配音 |
| 角色                             | 英語原聲                                  | 中国大陆 | 台湾     | 廣東話   |
| -------------------------------- | ----------------------------------------- | -------- | -------- | -------- |
| 露露（Ro）                       | 凱莉·謝里丹（對白） 梅丽莎·莱昂斯（唱歌） | 锺薇     | 李直平   | 潘芳芳   |
| 沙积（Sagi）                     | 克里斯多夫·賈茲                           | 张立昆   | 王希華   | 李建良   |
| 阿苏（Azul）                     | 史蒂夫·漫威                               | 黎泓和   | 康殿宏   | 高翰文   |
| 迪吉（Tika）                     | 苏珊·罗曼                                 | 苏百惠   | 龍顯蕙   | 黃紫嫻   |
| 安東尼奥王子（Prince Antonio）   | 亚历山卓·朱利安尼                         | 黎泓和   | 于正昌   | 盧家煒   |
| 艾莲娜皇后（Queen Ariana）       | 安德列·马丁                               | 李俊英   | 王華怡   | 謝月美   |
| 露斯安娜公主（Princess Luciana） | 坎迪丝·妮科尔                             | 小云     | 錢欣郁   | 郭碧珍   |
| 达露哈（Tallulah）               | 貝特斯·马洛尼                             | 赵冰冰   | 錢欣郁   | 郭碧珍   |
| 玛丽沙皇后（Queen Marissa）      | 凯特·费希尔                               | 温畅     | 錢欣郁   | 邵美君   |
| 奈特（Nat）                      | 斯科特·佩吉·帕格特                        | 赵威     | 夏治世   | 李建良   |
| 派特（Pat）                      | 伊恩·詹姆斯·科里特                        | 谭王宏   | 陳國偉   | 陳旭恆   |
| 艾曼彼得国王（King Peter）       | 罗素·罗伯茨                               | 李阳阳   | 陳宗岳   | 關信培   |
| 丹尼兒皇后（Queen Danielle）     | 派翠西亞·德雷克                           | 谢佳     | 陳季霞   | 林小寶   |
| 豬媽媽（Mama Pig）               | 派翠西亞·德雷克                           | 李蓉     | 陳季霞   | 林小寶   |
| 費瑟（Frazer）&喀爾文（Calvin）  | 格里·查克                                 | 蔡济生   | 于正昌   | 楊康     |
| 羅倫佐（Lorenzo）                | 布瑞恩·德拉蒙德                           | 赵威     | 陳國偉   | 陳旭恆   |
| 蘇菲雅（Sofia）                  | 尚塔尔·斯特兰德                           | 丝丝     | 林美秀   | 林寶怡   |
| 丁妮（Tiny）                     | 凱斯琳·巴爾                               | 丝丝     | 林美秀   | 林寶怡   |
| 莉塔（Rita）                     | 布里特·麦基利普                           | 赵冰冰   | 薛晴     | 麥智鈞   |
| 吉娜（Gina）                     | 卡尔利·麦基利普                           | -        | 陳妤     | -        |
| 馬（Horse）                      | 特里·克拉森                               | 姜智成   | 夏治世   | 甄錦華   |

## 配音譯製人員
中国大陆國語版工作人員
- 翻译：杨耀泰
- 导配：蔡济生
- 收音师：刘珈
- 混音：袁定业
- 统筹：关惠霞
- 录制：创声配音制作有限公司

廣東話版工作人員
- 翻譯：楊耀泰
- 導配：謝月美
- 收音師：劉珈
- 混音：袁定業
- 統籌：關惠霞
- 錄製：創聲配音製作有限公司

台灣國語版工作人員
- 翻译：林伶倩
- 聲音導演：孫世憶
- 錄音師：鄭維芝
- 混音師：黃年永
- 技術總監：陳國偉
- 錄製：偉憶數位科技股份有限公司

## 備註
1. 1 2  依照芭比系列電影上映次序。

## 資料來源
1. ↑  . 2021-12-30  [2021-12-30]. （原始内容存档于2021-12-30）.
2. ↑  . 2022-01-10  [2022-01-10]. （原始内容存档于2022-01-10）.
3. ↑  . 2022-01-10  [2022-01-10]. （原始内容存档于2022-01-10）.
4. ↑  . 2021-12-30  [2021-12-30]. （原始内容存档于2021-12-30）.
5. ↑  . 2021-12-30  [2021-12-30]. （原始内容存档于2021-12-30）.

## 外部連結
- 《芭比之森林公主》 （页面存档备份，存于） - 環球影業家庭娛樂（英文）
- 互联网电影数据库（IMDb）上《芭比之森林公主》的资料（英文）
- 豆瓣电影上《芭比之森林公主》的資料 （简体中文）
- AllMovie上《芭比之森林公主》的资料（英文）
- 爛番茄上《芭比之森林公主》的資料（英文）